# Olszanka (przystanek kolejowy)
Olszanka – przystanek osobowy w Olszance, w województwie opolskim, w powiecie brzeskim, w gminie Olszanka, w Polsce.

## Ruch pasażerski
W roku 2017 przystanek obsługiwał 20–49 pasażerów na dobę. W roku 2022 dobowa wymiana pasażerska na przystanku wynosiła 20-499 pasażerów.